# Меренге
Меренге (шп. Merengue) је национални плес Доминиканске Републике и Хаитија. Постоје две верзије о томе како је настао тај плес. Једна теза заступа мишљење да је меренге плес робова који су били везани ланцима и да су у нужди вукли једну ногу док су секли шећерну трску уз ритам бубњева. Друга прича заступа тезу према којој се неки јунак из једне од многобројних револуција у Доминиканској Републици у родно село вратио рањен у ногу. Његови сељани дочекали су га уз добродошлицу те су из саосећања сви плесали као да шепају, односно вукли су једну ногу.
Године 2016. меренге плес и музика уз коју се изводи уврштени су на Унескову листу нематеријалног културног наслеђа света.
На Хаитију сличан плес зове се (шп. Meringue). Могуће је то да је плес добио назив према слатком јелу од шећера и беланаца, и то због свог једноставног и пенушавог карактера или због његовог прецизног и кратког ритма. У Сједињеним Америчким Државама меренге се први пут појавио у Њујорку.

## Опис меренге плеса
Постоји неколико варијанти меренгеа као врсте музике. Темпо има много варијација, а Доминиканци уживају у оштром убрзавању. У клубовима и ресторанима на плесном подијуму највише се цени распоред који креће од спорог болера, којег разбија меренге који се постепено спаја са јасним и брзим џајвом. Меренге који се плеше на плесним вечерима и у школама је спорији и има прилагођене покрете боковима.
Меренге је комбинација два плеса, и то афричког плеса и француског менуета са краја 18. века и с почетка 19. века. Наиме, афрички робови видели су балове у великим кућама и када су они имали своје фестивале почели су опонашати плесове господара. Плесови Европљана нису им били занимљиви јер су били досадни и мирни, па су робови временом додали специјални додатак, односно додали су лагани поскок уз ритам бубњева.
Изворни меренге није се плесао у паровима него је то било својеврсно коло у којем су мушкарци и жене били окренути једни према другима и држали су се рукама. Нису се превише приближавали једно другом. Изворни покрети плеса били су само трешење раменима и брзи корак. Није било нападних покрета бокова као данас, јер афрички плесови не познају покрете боковима.
У ствари, афрички плесови немају компликованих корака и покрета рукама. Нема ни примитивног сексуалног трешења боковима. У данашње време изворни меренге преживљава само у руралним подручјима Доминиканске Републике. Традиционална форма меренгеа се променила.
Од својих почетака меренге се изводио инструментима које је поседовала заједница те се било лако дочепати треса и куатра.
Меренге се плеше у пару у положају као за валцер и састоји се од корака у страну. Тај корак назива се (шп. „paso de la empalizada“) или (енгл. „stick-fence step“). Пар се може окретати у смеру казаљке на сату или супротно од њега. Такав меренге назива се (шп. „merengue de salón“) и у њему се пар никада не раздваја. Постоји и (шп. „merengue de figura“) у којем плесачи окрете раде самостално, али никада не пуштају партнерову руку. Музика меренгеа је 2/4 ритма.
Овај плес је добра основа за остале латино плесове јер ту плесачи науче пренос тежине, рад боковима, кретање, ритам. Не постоји основни корак који се учи, већ се може кретати у свим правцима и радити соло или заједнички окрети. Овај начин плесања много олакшава извођење фигура јер практично само то и треба учити. Скоро све фигуре у салси могу се играти и у меренгеу. Меренге плес учи се у свим школама плеса.